# 仓友衡
仓友衡（1939年11月—），山東濟南人，中华人民共和国政治人物、外交官。

## 生平
1991年5月，任中华人民共和国驻塞内加尔大使。1998年10月28日，調任中華人民共和國駐茅利塔尼亞大使。